# Hällan
Hällan este o arie protejată (arie specială de conservare — SAC, sit de importanță comunitară — SCI) din Suedia întinsă pe o suprafață de 0,19 ha, integral pe uscat.

## Localizare
Centrul sitului Hällan este situat la coordonatele 58°43′02″N 12°20′11″E / 58.7172°N 12.3365°E.

## Înființare
Situl Hällan a fost declarat sit de importanță comunitară în aprilie 2003 pentru a proteja 1 specie de plante. Situl a fost protejat și ca arie specială de conservare în martie 2011.

## Biodiversitate
Situată în ecoregiunea boreală, aria protejată nu include niciun habitat protejat.
La baza desemnării sitului se află o specie protejată de  plante: Saxifraga osloensis.